# Matelo Ferret
Pour les articles homonymes, voir Pierre Ferret et Ferret.
Pierre-Jean Matelo Ferret, plus connu sous le nom de Matelo Ferret, est un guitariste de jazz manouche, né le 1er décembre 1918 au Petit-Quevilly et mort le 24 janvier 1989. Il appartient à une famille de musiciens gitans, lesquels ont participé au développement d'une catégorie de jazz dans la lignée de Django Reinhardt en la développant dans diverses orientations.

## Biographie
Père de Boulou et Elios Ferré dont il a été le premier professeur, Matelo Ferret a fait preuve d'un talent qui le faisait rechercher par les jazzmen américains comme Eddie South ou Benny Carter.
Malgré le temps qu'il passait à gagner sa vie dans les cabarets, et son effacement volontaire face à ses deux fils, il a développé un style résolument original avec d'audacieuses figures rythmiques dans le style gitan, qui exigeaient une grande maîtrise technique.
Encore enfant, il débute comme banjoïste dans un dancing, puis il est engagé par l'accordéoniste Émile Vacher, ensuite par l'orchestre La Boîte à Matelots. Très vite, il se tourne vers la guitare, interprétant la musique tzigane des cabarets russes, le jazz avec Django Reinhardt, accompagnant parfois Édith Piaf avec Gus Viseur. Très vite reconnu par les vedettes du jazz aux États-Unis, par Benny Carter, et en France par des musiciens de jazz comme André Ekyan ou Robert Mavounzy, il participe  également au septuor à cordes de Michel Warlop en 1941.
En 1943, il forme un sextette réunissant clarinette, vibraphone, guitares, basse et percussions. Mais c'est dans le swing musette qu'il acquiert une réelle notoriété avec notamment Tony Murena, ainsi qu'avec Gus Viseur, le créateur du style. Il remet à l'honneur un genre boudé par les puristes du jazz : les valses gitanes. Son succès culmine en 1960 avec Jo Privat lors d'une manouche partie
Il a fondé en 1942 le Quintette de Paris avec le violoniste Georges Effrosse, en se démarquant de celui du Hot Club de France, avec ce qu'il appelait ses « valses-be-bop ».